# Nintendo Entertainment Analysis & Development
Nintendo Entertainment Analysis & Development (任天堂 情報開発本部) est un studio japonais de développement de jeux vidéo interne à la société Nintendo basé à Kyōto. Il a été fondé en 1983 sous le nom de Nintendo R&D4 pour connaître son nom définitif en 1989.
Le studio Nintendo Entertainment Analysis and Development est celui qui occupe le plus d'importance au sein de la structure interne de Nintendo. Il emploie plus de 500 personnes en 2012 et est exclusivement chargé de la création de jeux vidéo pour les consoles de Nintendo sous la tutelle de Shigeru Miyamoto, le créateur des franchises Super Mario, The Legend of Zelda, F-Zero et Donkey Kong.
Nintendo EAD est nommé à la Game Developers Conference 2004 pour le jeu The Legend of Zelda: The Wind Waker.
Le 16 septembre 2015, Nintendo effectue une restructuration de ses studios internes et crée la division Nintendo Entertainment Planning and Development, issue de la fusion de Nintendo Entertainment Analysis and Development et Nintendo Software Planning and Development.

## Structure

### Hiérarchie interne
| Président Directeur Général |
| --------------------------- |
| Tatsumi Kimishima           |

| Directeurs généraux                              |
| ------------------------------------------------ |
| Shigeru Miyamoto - Takashi Tezuka - Takao Sawano |

| Directeurs des groupes de développement                                                        |
| ---------------------------------------------------------------------------------------------- |
| Hideki Konno - Katsuya Eguchi - Eiji Aonuma Hiroyuki Kimura - Tadashi Sugiyama - Takao Shimizu |

| Directeurs artistiques |
| --- |
| Yasuyuki Oyagi - Toshiaki Suzuki - Kiyoshi Mizuki Mitsuhiko Takano - Hisashi Nogami - Shigefumi Hino Yoshiaki Koizumi - Kenta Usui - Hiroshi Matsunaga Motoi Okamoto - Koichi Hayashida - Hidemaro Fujibayashi Daiki Iwamoto - Shigeyuki Asuke - Tomoaki Yoshinobu - Takaya Imamura |

### Software Development Department
| EAD Software Group No. 1                                        |
| --------------------------------------------------------------- |
| Directeur et producteur : Hideki Konno                          |
| Principaux jeux développés : Série Mario Kart, série Nintendogs |

| EAD Software Group No. 2                                      |
| ------------------------------------------------------------- |
| Directeur et producteur : Katsuya Eguchi                      |
| Principaux jeux développés : Série Animal Crossing, série Wii |

| EAD Software Group No. 3                               |
| ------------------------------------------------------ |
| Directeur et producteur : Eiji Aonuma                  |
| Principaux jeux développés : Série The Legend of Zelda |

| EAD Software Group No. 4                                                                     |
| -------------------------------------------------------------------------------------------- |
| Directeur et producteur : Hiroyuki Kimura                                                    |
| Principaux jeux développés : Série New Super Mario Bros., série Cérébrale Académie, Pikmin 3 |

| EAD Software Group No. 5                                |
| ------------------------------------------------------- |
| Directeur et producteur : Tadashi Sugiyama              |
| Principaux jeux développés : Steel Diver, série Wii Fit |

## Titres développés
| Titre                                                    | Producteur                                          | Directeur                                                      | Compositeur                                                 | Date | Plate-forme |
| -------------------------------------------------------- | --------------------------------------------------- | -------------------------------------------------------------- | ----------------------------------------------------------- | ---- | ----------- |
| Devil World                                              | Shigeru Miyamoto                                    | Takashi Tezuka                                                 | Akito Nakatsuka                                             | 1984 | Famicom     |
| Excitebike                                               | Shigeru Miyamoto                                    | -                                                              | Akito Nakatsuka                                             | 1984 | NES         |
| Super Mario Bros.                                        | Shigeru Miyamoto                                    | Shigeru Miyamoto, Takashi Tezuka                               | Koji Kondo                                                  | 1985 | NES         |
| Ice Climber                                              | Shigeru Miyamoto                                    | Kensuke Tanabe                                                 | Akito Nakatsuka                                             | 1985 | NES         |
| Super Mario Bros. 2 (The Lost Levels)                    | Shigeru Miyamoto                                    | Takashi Tezuka                                                 | Koji Kondo                                                  | 1986 | Famicom     |
| Nazo no Murasamejō                                       | Shigeru Miyamoto                                    | Minoru Maeda                                                   | Koji Kondo                                                  | 1986 | Famicom     |
| The Legend of Zelda                                      | Shigeru Miyamoto                                    | Shigeru Miyamoto, Takashi Tezuka                               | Koji Kondo                                                  | 1987 | NES         |
| Yume Kojo: Doki Doki Panic (Dream Factory Nervous Panic) | Shigeru Miyamoto                                    | Kensuke Tanabe                                                 | Koji Kondo                                                  | 1987 | Famicom     |
| Super Mario Bros. 2 (d'après Yume Kojo: Doki Doki Panic) | Shigeru Miyamoto                                    | Kensuke Tanabe                                                 | Koji Kondo                                                  | 1987 | NES         |
| Zelda II: The Adventure of Link                          | Shigeru Miyamoto                                    | Tadashi Sugiyama, Yasuhisa Yamamura                            | Akito Nakatsuka                                             | 1987 | NES         |
| Super Mario Bros. 3                                      | Shigeru Miyamoto                                    | Takashi Tezuka                                                 | Koji Kondo                                                  | 1988 | NES         |
| Super Mario World                                        | Shigeru Miyamoto                                    | Takashi Tezuka                                                 | Koji Kondo                                                  | 1990 | SNES        |
| F-Zero                                                   | Shigeru Miyamoto                                    | Kazunobu Shimizu                                               | Naoto Ishida                                                | 1990 | SNES        |
| Pilotwings                                               | Shigeru Miyamoto                                    | Tadashi Sugiyama                                               | Soyo Oka, Koji Kondo                                        | 1990 | SNES        |
| SimCity                                                  | Shigeru Miyamoto                                    | Hideki Konno                                                   | Soyo Oka                                                    | 1991 | SNES        |
| The Legend of Zelda: A Link to the Past                  | Shigeru Miyamoto                                    | Takashi Tezuka                                                 | Koji Kondo                                                  | 1991 | SNES        |
| Wave Race                                                | Shigeru Miyamoto                                    | Masayuki Kameyama                                              | Taisuke Araki                                               | 1992 | GB          |
| Super Mario Kart                                         | Shigeru Miyamoto                                    | Hideki Konno, Tadashi Sugiyama                                 | Soyo Oka                                                    | 1992 | SNES        |
| Super Mario All-Stars                                    | Shigeru Miyamoto                                    | Takashi Tezuka                                                 | Koji Kondo, Soyo Oka                                        | 1993 | SNES        |
| Star Wing (avec Argonaut Software)                       | Shigeru Miyamoto                                    | Katsuya Eguchi                                                 | Hajime Hirasawa                                             | 1993 | SNES        |
| The Legend of Zelda: Link's Awakening                    | Shigeru Miyamoto                                    | Takashi Tezuka                                                 | Kazumi Totaka, Minako Hamano, Kozue Ishikawa                | 1993 | GB          |
| Donkey Kong                                              | Shigeru Miyamoto                                    | Takao Shimizu                                                  | Taisuke Araki                                               | 1994 | GB          |
| Stunt Race FX (avec Argonaut Software)                   | Shigeru Miyamoto                                    | Tatsuya Hishida                                                | Shinobu Amayake                                             | 1994 | SNES        |
| Super Mario World 2: Yoshi's Island                      | Shigeru Miyamoto                                    | Takashi Tezuka, Toshihiko Nakago, Shigefumi Hino, Hideki Konno | Koji Kondo                                                  | 1995 | SNES        |
| Mole Mania                                               | Shigeru Miyamoto                                    | Masayuki Kameyama                                              | Taro Bando                                                  | 1996 | GB          |
| Super Mario 64                                           | Shigeru Miyamoto                                    | Shigeru Miyamoto                                               | Koji Kondo                                                  | 1996 | N64         |
| Pilotwings 64 (avec Paradigm Entertainment)              | Shigeru Miyamoto                                    | Makoto Wada                                                    | Akito Nakatsuka, Dan Hess                                   | 1996 | N64         |
| Wave Race 64                                             | Shigeru Miyamoto                                    | Katsuya Eguchi                                                 | Kazumi Totaka                                               | 1996 | N64         |
| Mario Kart 64                                            | Shigeru Miyamoto                                    | Hideki Konno                                                   | Kenta Nagata                                                | 1996 | N64         |
| Star Fox 64                                              | Shigeru Miyamoto                                    | Takao Shimizu                                                  | Koji Kondo, Hajime Wakai                                    | 1997 | N64         |
| Yoshi's Story                                            | Takashi Tezuka                                      | Hideki Konno                                                   | Kazumi Totaka                                               | 1997 | N64         |
| F-Zero X                                                 | Shigeru Miyamoto                                    | Tadashi Sugiyama                                               | Taro Bando, Hajime Wakai                                    | 1998 | N64         |
| The Legend of Zelda: Ocarina of Time                     | Shigeru Miyamoto                                    | Toru Osawa, Yoichi Yamada, Eiji Aonuma, Yoshiaki Koizumi       | Koji Kondo                                                  | 1998 | N64         |
| 1080° Snowboarding                                       | Shigeru Miyamoto                                    | Masamichi Abe                                                  | Kenta Nagata                                                | 1998 | N64         |
| Pokémon Stadium (Japon uniquement)                       | Shigeru Miyamoto                                    | Takao Shimizu                                                  | Kenta Nagata                                                | 1998 | N64         |
| Pokémon Stadium (Pokémon Stadium 2 au Japon)             | Shigeru Miyamoto                                    | Takao Shimizu                                                  | Kenta Nagata                                                | 1999 | N64         |
| Mario Artist: Paint Studio (avec Software Creations)     | Takao Sawano                                        | Hirofumi Matsuoka                                              | Kazumi Totaka                                               | 1999 | 64DD        |
| Mario Artist: Communication Kit                          | Takao Sawano                                        | Kazunobu Eri                                                   | Hideaki Shimizu                                             | 2000 | 64DD        |
| Mario Artist: Polygon Studio                             | Takao Sawano                                        | Hirofumi Matsuoka                                              | Kazumi Totaka                                               | 2000 | 64DD        |
| Mario Artist: Talent Studio                              | Takao Sawano                                        | Hiroyuki Kimura                                                | Kazumi Totaka                                               | 2000 | 64DD        |
| F-Zero X Expansion Kit                                   | Shigeru Miyamoto                                    | Tadashi Sugiyama                                               | Taro Bando, Hajime Wakai                                    | 2000 | 64DD        |
| The Legend of Zelda: Majora's Mask                       | Shigeru Miyamoto                                    | Eiji Aonuma, Yoshiaki Koizumi                                  | Koji Kondo, Toru Minegishi                                  | 2000 | N64         |
| Pokémon Stadium 2 (Pokémon Stadium Kin Gin au Japon)     | Shigeru Miyamoto                                    | Takao Shimizu                                                  | Kenta Nagata                                                | 2000 | N64         |
| Luigi's Mansion                                          | Shigeru Miyamoto                                    | Hideki Konno                                                   | Kazumi Totaka, Shinobu Tanaka                               | 2001 | GCN         |
| Pikmin                                                   | Shigeru Miyamoto                                    | Shigefumi Hino, Masamishi Abe                                  | Hajime Wakai                                                | 2001 | GCN         |
| Animal Crossing                                          | Takashi Tezuka                                      | Katsuya Eguchi, Hisashi Nogami                                 | Kazumi Totaka, Shinobu Tanaka, Kenta Nagata, Toru Minegishi | 2001 | N64, GCN    |
| Super Mario Sunshine                                     | Shigeru Miyamoto                                    | Yoshiaki Koizumi                                               | Koji Kondo, Shinobu Tanaka                                  | 2002 | GCN         |
| The Legend of Zelda: The Wind Waker                      | Shigeru Miyamoto                                    | Eiji Aonuma                                                    | Koji Kondo, Kenta Nagata, Hajime Wakai, Toru Minegishi      | 2003 | GCN         |
| Mario Kart: Double Dash!!                                | Shigeru Miyamoto                                    | Kiyoshi Mizuki                                                 | Shinobu Tanaka, Kenta Nagata                                | 2003 | GCN         |
| The Legend of Zelda: Four Swords Adventures              | Eiji Aonuma, Shigeru Miyamoto                       | Toshiaki Suzuki                                                | Asuka Ota, Koji Kondo                                       | 2004 | GCN         |
| Pikmin 2                                                 | Shigeru Miyamoto, Takashi Tezuka                    | Shigefumi Hino, Masamishi Abe                                  | Hajime Wakai                                                | 2004 | GCN         |
| Super Mario 64 DS                                        | Shigeru Miyamoto                                    | Shinichi Ikematsu                                              | Koji Kondo, Kenta Nagata                                    | 2004 | NDS         |
| Yoshi Touch and Go                                       | Takashi Tezuka                                      | Hiroyuki Kimura                                                | Toru Minegishi, Asuki Ota                                   | 2005 | NDS         |
| Big Brain Academy                                        | Hiroyuki Kimura                                     | Tomoaki Yoshinobu                                              | Kenta Nagata                                                | 2005 | NDS         |
| Nintendogs                                               | Hideki Konno                                        | Kiyoshi Mizuki                                                 | Hajime Wakai                                                | 2005 | NDS         |
| Mario Kart DS                                            | Hideki Konno, Shigeru Miyamoto                      | Makoto Wada                                                    | Shinobu Tanaka                                              | 2005 | NDS         |
| Donkey Kong: Jungle Beat                                 | Takao Shimizu                                       | Yoshiaki Koizumi                                               | Mahito Yokota                                               | 2005 | GCN         |
| Animal Crossing: Wild World                              | Katsuya Eguchi, Takashi Tezuka                      | Hisashi Nogami                                                 | Kazumi Totaka                                               | 2005 | NDS         |
| Shaberu! DS Oryōri Navi                                  | -                                                   | -                                                              | Toshiyuki Sudo                                              | 2006 | NDS         |
| New Super Mario Bros.                                    | Hiroyuki Kimura, Takashi Tezuka                     | Shigeyuki Asuke                                                | Asuka Ota                                                   | 2006 | NDS         |
| Star Fox Command (avec Q-Games)                          | Takaya Imamura                                      | Dylan Cuthbert                                                 | Hajime Wakai                                                | 2006 | NDS         |
| The Legend of Zelda: Twilight Princess                   | Shigeru Miyamoto                                    | Eiji Aonuma                                                    | Koji Kondo, Toru Minegishi, Asuka Ota                       | 2006 | GCN, Wii    |
| Wii Sports                                               | Katsuya Eguchi, Kiyoshi Mizuki, Shigeru Miyamoto    | Keizo Ohta, Takayuki Shimamura, Yoshikazu Yamashita            | Kazumi Totaka                                               | 2006 | Wii         |
| Wii Play                                                 | Katsuya Eguchi                                      | Motoi Okamoto                                                  | Ryoji Yoshitomi                                             | 2006 | Wii         |
| Cérébrale Académie Wii                                   | Hiroyuki Kimura                                     | Tomoaki Yoshinobu                                              | Ryo Nagamatsu                                               | 2007 | Wii         |
| The Legend of Zelda: Phantom Hourglass                   | Eiji Aonuma                                         | Daiki Iwamoto                                                  | Kenta Nagata                                                | 2007 | NDS         |
| Super Mario Galaxy                                       | Shigeru Miyamoto, Takao Shimizu                     | Yoshiaki Koizumi                                               | Mahito Yokota, Koji Kondo                                   | 2007 | Wii         |
| Link's Crossbow Training                                 | Eiji Aonuma                                         | Makoto Miyanaga                                                | Kenta Nagata                                                | 2007 | Wii         |
| Wii Fit                                                  | Tadashi Sugiyama                                    | Hiroshi Matsunaga                                              | Toru Minegishi                                              | 2008 | Wii         |
| Mario Kart Wii                                           | Hideki Konno, Shigeru Miyamoto                      | Yasuyuki Oyagi                                                 | Asuka Ota, Ryo Nagamatsu                                    | 2008 | Wii         |
| Wii Music                                                | Takashi Tezuka, Katsuya Eguchi                      | Kazumi Totaka                                                  | Kenta Nagata, Toru Minegishi, Mahito Yokota                 | 2008 | Wii         |
| Animal Crossing: Let's Go to the City                    | Katsuya Eguchi                                      | Hisashi Nogami                                                 | Manaka Tominaga, Shiho Fujii                                | 2008 | Wii         |
| Flipnote Studio                                          | Yoshiaki Koizumi, Takashi Tezuka                    | Hideaki Shimizu, Yoshiaki Koizumi                              | Toru Minegishi                                              | 2008 | NDSi        |
| Nouvelle Façon de Jouer ! Donkey Kong Jungle Beat        | Yoshiaki Koizumi                                    | Futoshi Shirai                                                 | Mahito Yokota                                               | 2008 | Wii         |
| Nouvelle Façon de Jouer ! Pikmin                         | Hiroyuki Kimura                                     | Shigefumi Hino                                                 | Hajime Wakai                                                | 2008 | Wii         |
| Nouvelle Façon de Jouer ! Pikmin 2                       | Hiroyuki Kimura                                     | Shigefumi Hino                                                 | Hajime Wakai                                                | 2008 | Wii         |
| Wii Sports Resort                                        | Katsuya Eguchi                                      | Takayuki Shimamura, Yoshikazu Yamashita                        | Ryo Nagamatsu                                               | 2009 | Wii         |
| Wii Fit Plus                                             | Tadashi Sugiyama, Shigeru Miyamoto                  | Hiroshi Matsunaga                                              | Ryoji Yoshitomi, Asuka Ota                                  | 2009 | Wii         |
| New Super Mario Bros. Wii                                | Tadashi Sugiyama, Hiroyuki Kimura, Shigeru Miyamoto | Shigeyuki Asuke                                                | Shiho Fujii, Ryo Nagamatsu, Kenta Nagata                    | 2009 | Wii         |
| The Legend of Zelda: Spirit Tracks                       | Shigeru Miyamoto, Eiji Aonuma                       | Daiki Iwamoto                                                  | Toru Minegishi, Koji Kondo                                  | 2009 | NDS         |
| Super Mario Galaxy 2                                     | Yoshiaki Koizumi, Takashi Tezuka, Shigeru Miyamoto  | Koichi Hayashida                                               | Koji Kondo                                                  | 2010 | Wii         |
| Nintendogs + Cats                                        | Hideki Konno                                        | Yasuyuki Oyagi                                                 | Asuka Hayazaki                                              | 2011 | 3DS         |
| Steel Diver                                              | Tadashi Sugiyama                                    | Takaya Imamura                                                 | Atsuko Asahi, Toru Minegishi                                | 2011 | 3DS         |
| Super Mario 3D Land                                      | Yoshiaki Koizumi                                    | Koichi Hayashida                                               | Asuka Hayazaki, Mahito Yokota                               | 2011 | 3DS         |
| Mario Kart 7                                             | Hideki Konno                                        | Kosuke Yabuki                                                  | Kenta Nagata, Satomi Terui                                  | 2011 | 3DS         |
| The Legend of Zelda: Skyward Sword                       | Eiji Aonuma, Shigeru Miyamoto, Satoru Iwata         | Hidemaro Fujibayashi                                           | Koji Kondo                                                  | 2011 | Wii         |
| New Super Mario Bros. 2                                  | Hiroyuki Kimura, Takashi Tezuka                     | Yusuke Amano                                                   | Kenta Nagata                                                | 2012 | 3DS         |
| Animal Crossing: New Leaf                                | Katsuya Eguchi                                      | Isao Moro, Aya Kyogoku                                         | Manaka Kataoka, Atsuko Asahi                                | 2012 | 3DS         |
| New Super Mario Bros. U                                  | Hiroyuki Kimura, Takashi Tezuka                     | Masataka Takemoto                                              | Shiho Fujii, Mahito Yokota                                  | 2012 | Wii U       |
| Nintendo Land                                            | Katsuya Eguchi                                      | Takayuki Shimamura, Yoshikazu Yamashita                        | Ryo Nagamatsu                                               | 2012 | Wii U       |
| Pikmin 3                                                 | Hiroyuki Kimura                                     | Shigefumi Hino                                                 | Asuka Hayazaki, Atsuko Asahi, Hajime Wakai                  | 2013 | Wii U       |
| Flipnote Studio 3D                                       | Yoshiaki Koizumi, Takashi Tezuka                    | Yoshiaki Koizumi                                               | -                                                           | 2013 | 3DS         |
| The Legend of Zelda: The Wind Waker HD                   | Eiji Aonuma                                         | Daiki Iwamoto                                                  | Kenta Nagata, Hajime Wakai, Toru Minegishi, Koji Kondo      | 2013 | Wii U       |
| Wii Fit U                                                | Tadashi Sugiyama                                    | Hiroshi Matsunaga, Hirofumi Irie                               | Takayuki Kobara                                             | 2013 | Wii U       |
| Super Mario 3D World                                     | Yoshiaki Koizumi                                    | Koichi Hayashida, Kenta Motokura                               | Mahito Yokota, Toru Minegishi, Koji Kondo                   | 2013 | Wii U       |
| The Legend of Zelda: A Link Between Worlds               | Eiji Aonuma                                         | Hiromasa Shikata                                               | Ryo Nagamatsu                                               | 2013 | 3DS         |
| Mario Kart 8                                             | Hideki Konno                                        | Kosuke Yabuki                                                  | Atsuko Asahi, Shiho Fujii, Ryo Nagamatsu, Yasuaki Iwata     | 2014 | Wii U       |
| Captain Toad: Treasure Tracker                           | Koichi Hayashida                                    | Kenta Motokura, Shinya Hiratake                                | Mahito Yokota                                               | 2015 | Wii U       |
| Splatoon                                                 | Hisashi Nogami                                      | Yusuke Amano, Tsubasa Sakaguchi                                | Toru Minegishi, Shiho Fujii                                 | 2015 | Wii U       |
| Animal Crossing: Happy Home Designer                     | Hisashi Nogami, Aya Kyogoku                         | Isao Moro                                                      | Kazumi Totaka                                               | 2015 | 3DS         |
| Super Mario Maker                                        | Takashi Tezuka                                      | Yosuke Oshino                                                  | Koji Kondo                                                  | 2015 | Wii U       |